# Dobšín
Dobšín je obec v okrese Mladá Boleslav ve Středočeském kraji. Rozkládá se asi devatenáct kilometrů severovýchodně od Mladé Boleslavi. Včetně části Kamenice v ní žije 286 obyvatel.

## Název
Název vesnice je odvozen z osobního jména Dobša, které vzniklo z osobního jména Dobeš. V historických pramenech se jméno vsi objevuje ve tvarech: Dobssijn (1556) a Dobschin (1790 a 1834).

## Historie
První písemná zmínka o vesnici pochází z roku 1556.

### Územněsprávní začlenění
Dějiny územněsprávního začleňování zahrnují období od roku 1850 do současnosti. V chronologickém přehledu je uvedena územně administrativní příslušnost obce v roce, kdy ke změně došlo:
- 1850 země česká, kraj Jičín, politický okres Jičín, soudní okres Sobotka[5]
- 1855 země česká, kraj Mladá Boleslav, soudní okres Sobotka[5]
- 1868 země česká, politický okres Jičín, soudní okres Sobotka[5]
- 1939 země česká, Oberlandrat Jičín, politický okres Jičín, soudní okres Sobotka[6]
- 1942 země česká, Oberlandrat Hradec Králové, politický okres Jičín, soudní okres Sobotka[7]
- 1945 země česká, správní okres Jičín, soudní okres Sobotka[8]
- 1949 Liberecký kraj, okres Mnichovo Hradiště[9]
- 1960 Středočeský kraj, okres Mladá Boleslav[10]

## Obecní správa

### Části obce
- Dobšín
- Kamenice

### Obecní symboly
Obecní znak a vlajka byly obci přiděleny 6. června 2017. Kamenické a lamačské nástroje odkazují na těžbu stavebního kamene a písku v místních lomech. Od barvy pískovce je odvozena i zlatá tinktura štítu. Borovicová ratolest symbolizuje převažující druh místního lesního porostu.

## Doprava
Obcí prochází silnice II/279 Podhora – Svijany – Dobšín – Dolní Bousov – Mcely. Železniční trať ani stanice na území obce nejsou. Nejblíže obci je železniční stanice Dolní Bousov ve vzdálenosti pěti kilometrů na tratích Mladá Boleslav – Stará Paka a Bakov nad Jizerou – Dolní Bousov.
Obcí projížděly v květnu 2011 autobusové linky do těchto cílů: Bakov nad Jizerou, Dolní Bousov, Kněžmost, Mladá Boleslav, Sobotka (dopravce TRANSCENTRUM bus, s.r.o.) a linka Městské hromadné dopravy Mladá Boleslav č. 60 

## Pamětihodnosti
- Přírodní rezervace Údolí Plakánek